# Огоста
Огоста — річка на північному заході Болгарії, права притока Дунаю. Виток на північних схилах хребта Стара Планина. Довжина — 144 км. Протікає по території областей Монтана та Враца. На річці розташоване місто Монтана. Впадає в Дунай, вище міста Оряхово.
У часи Римської імперії річка називалась Аугуста (Augusta), від, цього імені і пішла сучасна назва.